# Schloss Biedenbach

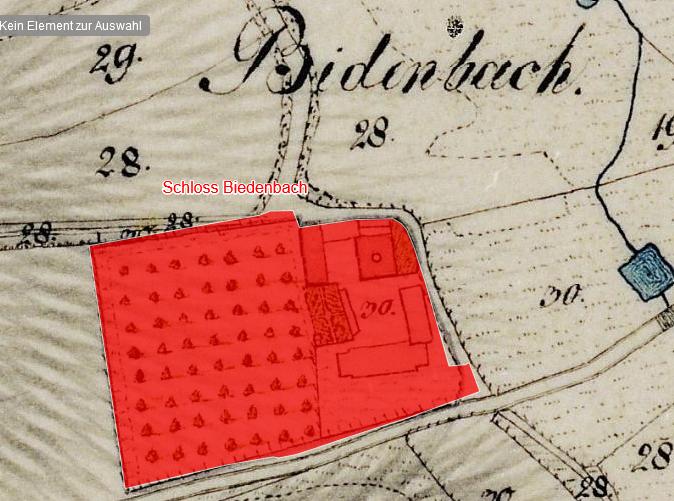
Lageplan von Schloss Biedenbach auf dem Urkataster von Bayern

Das Schloss Biedenbach liegt in Biedenbach, einem Gemeindeteil des niederbayerischen Marktes Velden an der Vils. Die Anlage wird als Baudenkmal unter der Aktennummer D-2-74-183-31 geführt. Ebenso wird sie als Bodendenkmal unter der Aktennummer D-2-7639-0049 mit der Beschreibung „untertägige mittelalterliche und frühneuzeitliche Befunde im Bereich des ehem. Hofmarkschlosses von Biedenbach, darunter Spuren von Gartenanlagen, Nebengebäuden sowie Vorgängerbauten bzw. älterer Bauphasen“ genannt.

## Geschichte
Biedenbach war Sitz einer Hofmark der Landshuter Familie Reykher. So ist im Jahr 1503 Caspar Reykher zu Bidenbach nachgewiesen. Später gelangte das Schloss in die Familie der Grafen zu Freyen Seyboltstorff. Für den nachgeborenen Sohn Georg Carl Anton Alois Adam zu Freyen Seyboltstorff, der als Pfarrer in Velden wirkte, wurde das Schloss um 1720 neu erbaut. Bis Ende des 19. Jahrhunderts war Biedenbach Pfarrhof von Velden.

## Baubeschreibung
Die zweigeschossige Dreiflügelanlage mit Walmdächern, Haupthaus mit Altane und Glockenreiter stammt aus dem späten 17. Jahrhundert. Der Ausbau erfolgte um 1720, die Hauskapelle mit Ausstattung befindet sich im ersten Obergeschoss. Das ehemalige Stallgebäude mit Schopfwalmdach stammt wohl aus dem 18. Jahrhundert; die Gartenanlage entstand um 1920 aus dem Pfarrgarten, mit älterem Baumbestand und dem sogenannten Herrengarten östlich des Wohnhauses. Die Einfriedung, eine Mauer mit Pfeilern und Toren, entstand um 1910 und wurde nach 1945 erhöht.